# Wiceprezydenci Kolumbii
| Portret | Okres     | Nazwisko                |
| ------- | --------- | ----------------------- |
|         | 1886-1888 | 'Eliseo Payán           |
|         | 1888-1892 | Wakat                   |
|         | 1892-1894 | 'Miguel Antonio Caro    |
|         | 1894-1898 | Wakat                   |
|         | 1898-1900 | José Manuel Marroquín   |
|         | 1900-1904 | Wakat                   |
|         | 1904-1905 | Ramón González Valencia |

## Od 1991
| Portret | Okres     | Nazwisko                     |
| ------- | --------- | ---------------------------- |
|         | 1994-1996 | Humberto de la Calle Lombana |
|         | 1996-1998 | Carlos Lemos Simmonds        |
|         | 1998-2002 | Gustavo Bell                 |
|         | 2002-2010 | Francisco Santos Calderón    |
|         | 2010-2014 | Angelino Garzon              |
|         | 2014-2017 | Germán Vargas                |
|         | 2017-2019 | Oscar Naranjo                |